# VMware
Název VMware se vztahuje k americké firmě Broadcom, Inc., ale zároveň také k produktům této společnosti jako například VMware Workstation který je určen pro operační systémy Microsoft Windows nebo Linux a VMWare Fusion, který je určen pro operační systém MacOS. Software se používá pro virtualizaci jednoho nebo i více počítačů na jednom hostitelském stroji.
Původní společnost VMware,Inc. se 6. srpna 2008 stala členem Linux Foundation.
22. listopadu 2023 byla společnost koupena společností Broadcom, Inc. která začala zavádět změny v licencování a soustředí se hlavně na velké zákazníky generující největší objemy. Také výrazně vyrostly ceny licencovaných produktů. 
V únoru 2024 byla prodána divize poskytující služby koncovým zákazníkům společnosti Kohlberg Kravis Roberts a přejmenována na Omnissa.
Dne 13. prosince 2023 společnost VMware ukončila dostupnost trvale zakoupených a licencovaných produktů, jako jsou vSphere a Cloud Foundation, a přesunula tyto služby na nabídky, které jsou založené na předplatném. 
Na tento krok a rapidní zdražování reagovala například společnost Hewlett-Packard, která začala nabízet vlastní konkurenční produkt VM Essential na platformě KVM.

## Broadcom, Inc.
Broadcom, Inc. je vývojářem softwarových řešení, i pro původně orientovanou oblast, předchozí společností VMware, Inc., která se zaměřovala na virtualizaci jednoho nebo více počítačů na jednom stroji s odlišnými operačními systémy.  
V současné nabídce (2025) produktů je i software pro webový aplikační firewall, aplikace pro telefonní služby, aplikace vCenter, která umožňuje centrální správu virtuálních strojů VMWare, správu firewallu a dalších systémů. 
Společnost má sídlo v Palo Alto (USA – Kalifornie).
Název VMware je obchodní známkou společnosti Broadcom, Inc. a písmena „VM“ zde značí virtuální stroj (Virtual Machine) na který se zaměřovala především původní společnost VMware, Inc.

## Produkty

### Virtuální software pro desktopy
- VMware Workstation vydala původní společnost VMware, Inc. jako svůj první produkt v roce 1999. Tento software umožňuje uživateli používat různé instance operačních systémů na jednom PC na operačních systémech Microsoft Windows nebo Linux.
- VMware Fusion je produkt umožňující používání různých instancí operačních systémů na jednom PC na platformě operačního systému MacOS od společnosti Apple.[8]

### Serverová řešení
VMware nabízí také serverové řešení pro virtualizaci:
- VMware vSphere je virtualizační nástroj pro servery. Nabízí se v několika variantách. Jako základní software je edice Standard pro virtualizaci serverů v testovacím a vývojářském prostředí. Pro produkční prostředí se nabízí varianta Enterprise Plus, která má větší výkon. Pro hybridní prostředí je k dispozici varianta Foundation, která umožňuje jak provoz virtuálních serverů jak na fyzických serverech, tak v cloudovém prostředí na platformě Kubernetes.[8]

- VMware Infrastructure je balík řešení založený na původně samostatném produktu VMware ESX Server spolu s dalšími doplňky a službami. VMware ESX Server je samostatný virtualizační nástroj dodávaný s vlastním operačním systémem na bázi Linuxu (konkrétně na RedHat Linux). Kvůli stabilitě a vysokém výkonu tohoto systému je omezen seznam podporovaných zařízení, která musí splňovat certifikaci pro tento produkt. Další podmínkou pro nasazení je použití minimálně dvou pevných disků (na jednom je systém a na druhém virtuální stroje a další data). Kromě samotného ESX Serveru v základním balíčku VMware Infrastructure je možné přikoupit podporu NAS, multiprocessingu pro virtuální stroje a další vlastnosti.

Správa VMware Infrastructure probíhá pomocí webového rozhraní nebo pomocí nástrojů VMware ACE apod.

### Některé další produkty VMware
- VMware vDefend Advanced Threat Prevention – softwarový nástroj sloužící k ochraně uživatelů před nežádoucím ransomwarem na síťové infrastruktuře. Software obsahuje například možnost nastavení Intrusion Detection System (IDS) nebo Intrusion Prevention System (IPS) pro automatické detekce nežádoucích paketů. Obsahuje modul Malware Prevention System a provádí analýzu síťového prostředí.
- VMware vDefend Firewall – nástroj sloužící k instalaci firewallu na koncové zařízení. Ochrana síťových vrstev od úrovně transportní vrstvy (Layer 4) až po úroveň aplikační vrstvy (Layer 7).
- VMware Avi Load Balance – nástroj sloužící jako load balancer (vyvažování zátěže) a webový aplikační firewall pro monitorování a detekci HTTP provozu a webových aplikací.
- VMware vCenter Converter – nástroj sloužící k přenesení skutečného běžícího operačního systému za chodu do virtuálního stroje.
- VMware Capacity Planner – nástroj pro plánování využití zdrojů nabízených hostitelským počítačem.
- VMware ACE – nástroj pro správu virtuálních strojů a vytváření balíčků s virtuálními stroji k jejich následné distribuci a nasazení.[8]

## Hlavní funkce
Broadcom Inc. nazývá fyzický počítač, který vykonává veškeré operace, jako „hostitelský počítač“ a operační systémy, které se dělí o prostředky hostitelského počítače, jako hosty. Tato terminologie se týká obou řad produktů (tj. serverových i desktopových řešení).
Jako emulátor, VMware software poskytuje hostům kompletní sadu virtualizovaného hardwaru počínaje procesorem, pamětmi, přes grafické adaptéry až po síťové karty a ovladače disků.
Díky tomu jsou virtuální stroje VMware snadno přesunutelné mezi různými hostitelskými počítači, protože každý vypadá pro hosta velmi podobně. V praxi to znamená, že administrátor systému může pozastavit operaci prováděnou virtuálním strojem, zkopírovat ho na jiný, např. výkonnější hostitelský počítač a pokračovat tam, kde skončil. Popřípadě, pro nejvyšší řadu produktu je k dispozici funkce nazývaná VMotion umožňující přenášet pracující hostující stroj mezi počítači se shodnou konfigurací, ale různým fyzickým hardwarem, sdílejícími společné SAN.
Nicméně, na rozdíl od klasických emulátorů, jako je Virtual PC pro PowerPC Macintosh počítače, VMware neemuluje instrukční sady pro hardware, který není fyzicky shodný. Problémy nastávají v okamžiku, kdy přenášíme virtuální stroj mezi hostitelskými počítači používajícími různé instrukční sady (například mezi procesory Intel a AMD), nebo mezi počítači s různými počty CPU.
Balíček VMware Tools přidává ovladače a nástroje pro vylepšení grafického výkonu pro různé hostující operační systémy. Balíček také nabízí jistá propojení hostitelského a hostujícího systému, jako je sdílení adresářů a souborů, podpora Plug-and-play zařízení, synchronizace systémového času, kopírování a vkládání pomocí schránky mezi systémy. VMware Tools jsou dostupné pro hostující systémy Microsoft Windows, Ubuntu, Linux, Sun Solaris a MacOS.
VMware nabízí také nástroje umožňující tzv. dual-boot, který používá jednu část disku (partition) pro hostitelský systém a další pro hostující systém. Je však nutné dát si pozor na problémy s konfigurací, protože hostující systém může očekávat jinou, než simuluje VMware.